# Atrichum brevilamellatum
Atrichum brevilamellatum là một loài rêu trong họ Polytrichaceae. Loài này được Dixon & Thér. mô tả khoa học đầu tiên năm 1942.